# تيلي 2
تعد شركة تيلي 2 أيه بي موفرًا للاتصالات المتنقلة والثابتة، والهواتف ، وخدمات شبكات البيانات، والتلفزيون ، والبث المباشر ، وخدمات إنترنت الأشياء العالمية، من بين أمور أخرى، للمستهلكين والشركات. يقع مقرها الرئيسي في مدينة كيستا للعلوم، ستوكهولم ، السويد . وهي مشغل شبكة الهاتف المحمول الرئيسي في السويد وإستونيا ولاتفيا وليتوانيا . أسست الشركة في البداية شركة <b id="mwFg">تيلي 2</b> روسيا ، ولكنها باعت جميع عملياتها لاحقًا، ثم أعادت تسمية علامتها التجارية وتغيير اسمها إلى "تي2".
بدأت شركة تيلي 2 كشركة اتصالات في السويد في عام 1993 بواسطة شركة الاستثمار أيه بي كينفيك . وكانت الشركة تعمل في السابق في العديد من الأسواق الأخرى، ولكن منذ ذلك الحين تخلت عن تراخيصها أو باعت إلى مشغلين آخرين أو إلى عمليات شراء إدارية في تلك الأسواق.

## نقد الشركة
أثناء عملها في المملكة المتحدة  وإيطاليا  ، تعرضت شركة تيلي2 لانتقادات بسبب استخدامها لممارسة إغلاق الهاتف (تغيير خط الهاتف السكني للمستهلك إلى مزود جديد دون موافقته). وفي إيطاليا تعرضت الشركة أيضًا لانتقادات بسبب حظر حركة مرور بي2بي دون تحذير مستهلكيها. 
كما تعرضت الشركة لانتقادات بسبب تزييف هبوط نيزك في لاتفيا في أكتوبر 2009، ونتيجة لذلك ألغت الحكومة اللاتفية عقدها مع شركة تيلي 2. 
وقد تم التحقيق معها بسبب مخالفات المنافسة والاستحواذ في ليتوانيا، فضلاً عن خسارتها للقضية التي رفعتها منافستها الليتوانية من خلال هيئة مراقبة المنافسة بشأن مزاعم سرعة إعلانات LTE. فازت شركة بايت، أسرع منافسيها نمواً في ليتوانيا، بقضيتها من خلال هيئة المنافسة.   كما تم تغريمها وانتقادها من قبل مجلس المنافسة بسبب الإعلانات المضللة. 
وقد اكتسبت سمعة طيبة بسبب ممارساتها العدوانية في السوق وكانت متورطة في قضايا المحكمة والانتقادات القانونية في العديد من البلدان الأخرى، بما في ذلك بولندا.[بحاجة لمصدر]
انسحبت شركة تيلي2 من السوق الفنلندية بسبب مشاكل تتعلق بالبيئة التنافسية والتنظيمية  بعد أن ألغت الحكومة الفنلندية ترخيص الجيل الثالث الخاص بها في وقت سابق.

## أنظر أيضاً
- قائمة القنوات التلفزيونية السويدية
- قائمة الشركات السويدية

## روابط خارجية
- الموقع الرسمي